# Ronde van de Staat São Paulo
De Ronde van de Staat São Paulo (Portugees: Giro do Interior de São Paulo) was een meerdaagse wielerwedstrijd in São Paulo, Brazilië. De wedstrijd bestond sinds 2008 en was een tijdje onderdeel van de UCI America Tour, waar het een classificatie had van 2.2. De wedstrijd wordt gereden in maart.
In 2013 en 2014 was de koers weer een nationaal evenement, sinds 2015 wordt hij niet meer georganiseerd.